# 법칙
법칙(法則)은 현상의 본질적인 구조를 명확하게 한 것을 뜻한다.
그것이 진리임은 의심할 여지도 없는 것이어야 한다. 법칙에 대해, 개개의 행동 · 사고를 진행시키는 데에 지켜져야만 하는 것을 '규칙'이라고 한다. 법칙이 본질적 · 객관적 · 내면적임에 대하여 규칙은 편의적 · 주관적 · 외면적인 성격을 지닌다.

## 원리와 법칙
원리는 사실과 직접적으로 관련이 없고, 법칙은 관찰된 현상에 대한 규칙성을 일반화 한 것이라서 사실과 직접적으로 관련이 있다.
예를 들면 '물체의 무게를 물에서 측정하면 더 적다'가 법칙이고, '어떤 물체를 유체에 넣었을 때 받는 부력의 크기가, 물체가 유체에 잠긴 부피만큼의 유체에 작용하는 중력의 크기와 같다'는 원리이다.

## 같이 보기
- 원리
- 도리
- 이치
- 진리

## 참고 문헌
- 이 문서에는 다음커뮤니케이션(현 카카오)에서 GFDL 또는 CC-SA 라이선스로 배포한 글로벌 세계대백과사전의 내용을 기초로 작성된 글이 포함되어 있습니다.